# Chrášťany (Nyugat-prágai járás)
Chrášťany település Csehországban, Nyugat-prágai járásban. Chrášťany Rudná, Prága, Hostivice, Jinočany és Chýně településekkel határos. Lakosainak száma 1166 fő (2024. január 1.).

## Népesség
A település lakosságának változását az alábbi diagram mutatja:
| Lakosok száma | 382  | 508  | 455  | 597  | 570  | 524  | 912  | 962  | 1005 | 1166 |
|               | 1869 | 1890 | 1921 | 1950 | 1980 | 2001 | 2017 | 2019 | 2022 | 2024 |